# Baidschi
Die Stadt Baidschi (arabisch بيجي Baidschī, DMG Bayǧī; auch Beiji) ist eine Stadt im Norden des Irak.

## Geografie
Baidschi liegt in der Provinz Salah ad-Din und etwa 200 km nördlich von Bagdad im sogenannten Sunnitischen Dreieck. Es hat etwa 60.000 Einwohner.

## Wirtschaft

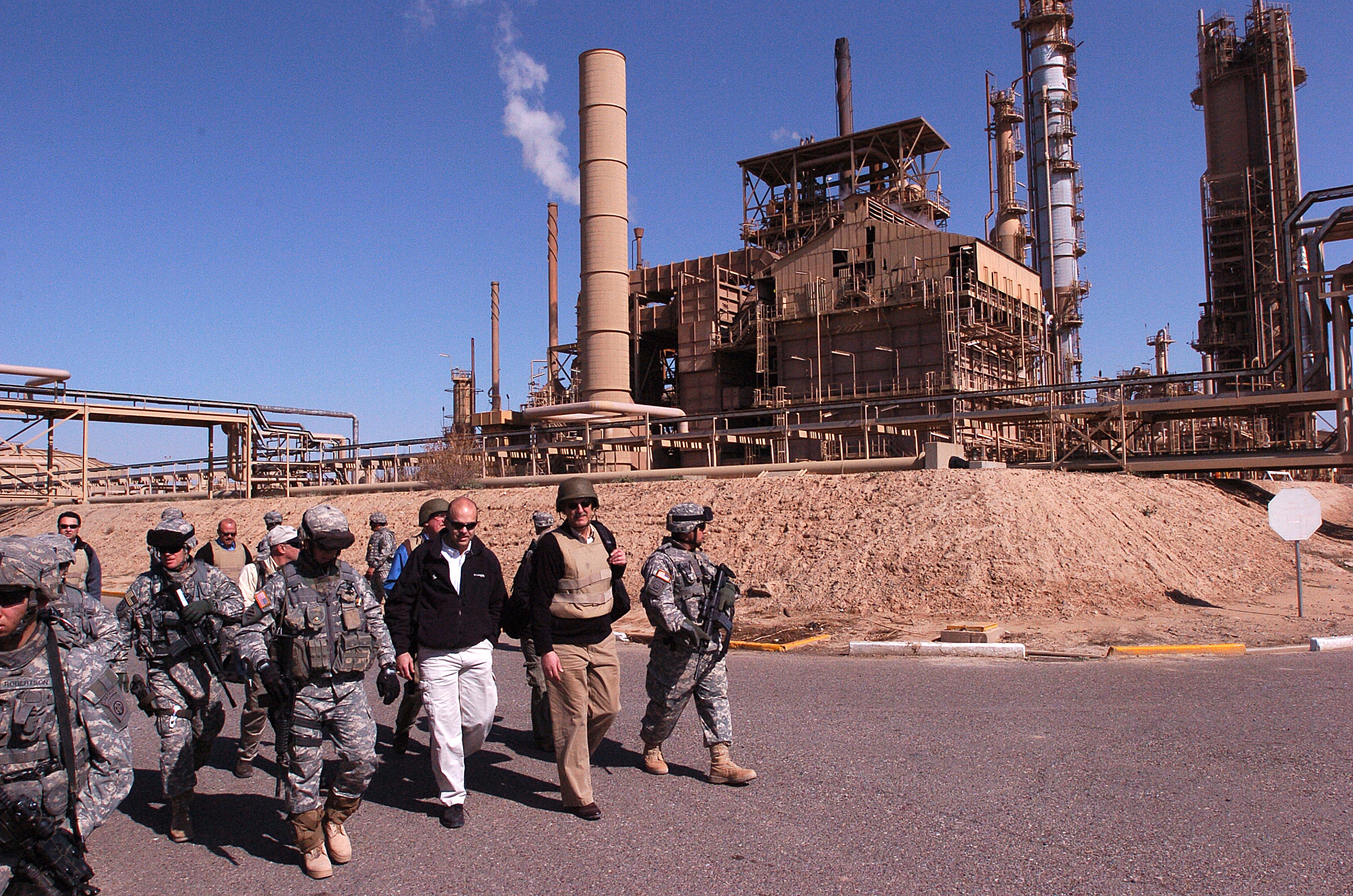
Düngemittelfabrik im Februar 2008

In der Industriestadt befindet sich Iraks größte Ölraffinerie.

## Verkehr
Die Stadt liegt an der Bagdadbahn. Ihr Bahnhof ist ein Eisenbahnknoten, da sich unmittelbar südlich der Stadt Bagdadbahn und die Bahnstrecke Al-Haqlaniya–Kirkuk kreuzen. Der flächendeckende Vandalismus des Islamischen Staats hat im Bürgerkrieg (2013–2017) in großem Umfang Eisenbahninfrastruktur, auch den Bahnhof Badschi, verwüstet. So sind die Strecken Richtung Kirkuk und die Bagdadbahn nördlich von Baidschi nicht mehr befahrbar. Die Strecke nach Al-Haqlaniya ist seit dem 5. November 2022 wieder in Betrieb.
Weiter liegt die Stadt an der Fernstraße 1 zwischen Bagdad und Mossul.

## Geschichte
Seit dem Sturz des Regimes von Saddam Hussein hat es in der Stadt zahlreiche Anschläge gegeben.
Am 24. Januar 2006 wurden in Baidschi die beiden Leipziger Ingenieure René Bräunlich und Thomas Nitzschke entführt. Sie kamen nach 99 Tagen Geiselhaft am 2. Mai 2006 wieder frei.